# Berta Hrubá
Berta Hrubá, född den 8 april 1946 i Prag, Tjeckien, död 24 juli 1998 i Prag, Tjeckien, var en tjeckoslovakisk landhockeyspelare.
Hon tog OS-silver i damernas landhockeyturnering i samband med de olympiska landhockeytävlingarna 1980 i Moskva.